# Hrómundar þáttr halta
Hrómundar þáttr halta es una historia corta islandesa (þáttr) que trata sobre los terribles acontecimientos que tuvieron lugar en Hrútafjörður hacia el siglo X. Hrómundr acusa a un grupo de arrogantes comerciantes noruegos de robo y el Althing los encuentra culpables. Los comerciantes atacan a Hrómundr como venganza y le matan en su hacienda, pese a la feroz resistencia del colono y su hijo Hallsteinn, y las numerosas bajas de los atacantes. Hallsteinn sobrevive al ataque. Tres versículos de la saga se atribuyen al mismo Hrómundr. La historia se resume en Landnámabók, que incluye más versículos, lo que induce a pensar que la versión existente es una versión de un original hoy perdido.